# Інтернет-кафе

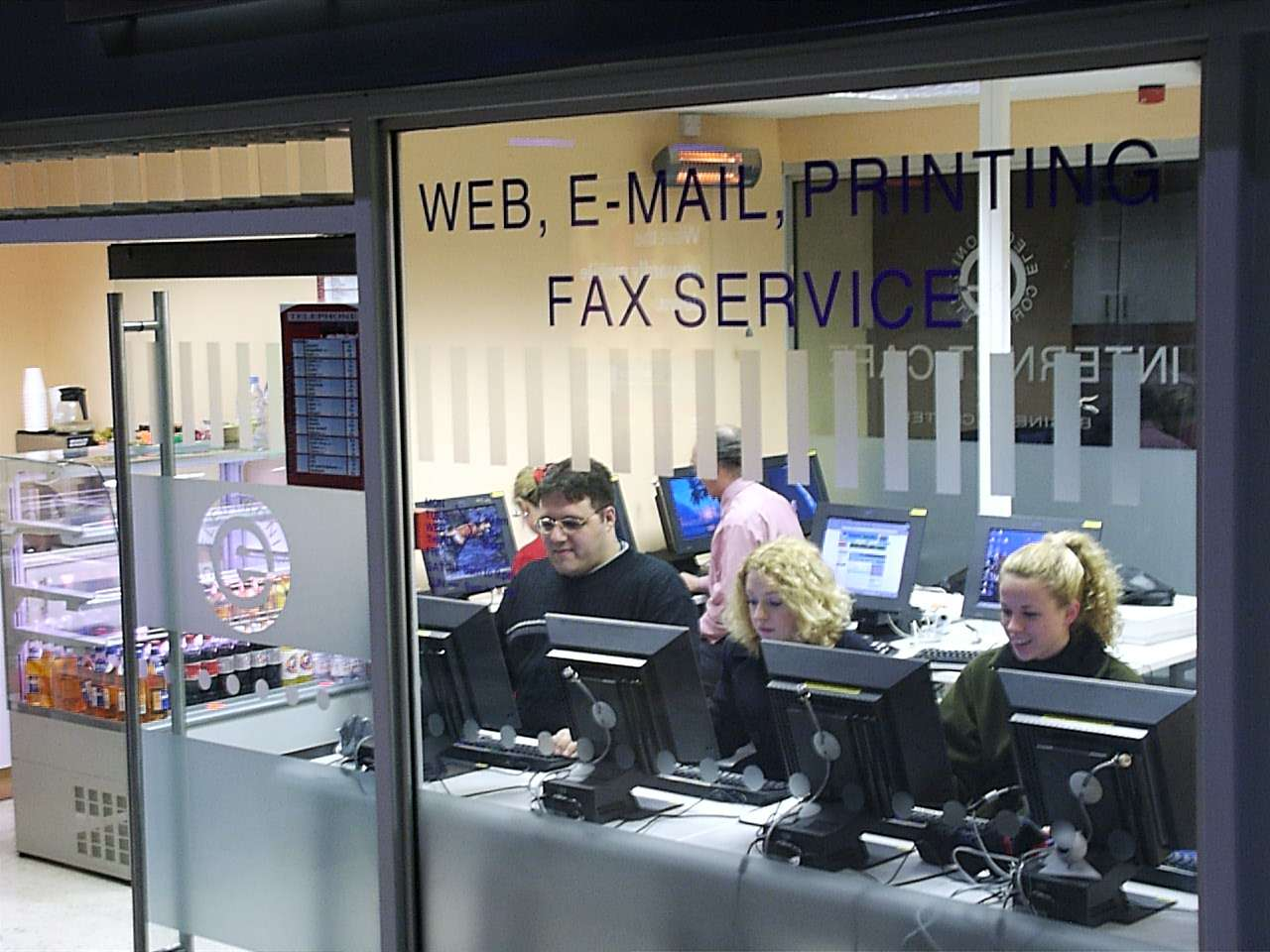
Інтернет-кафе на вокзалі Веверлі

Інтерне́т-кафе́ — громадський заклад, що надає послуги доступу до інтернету за гроші, часто — за погодинну платню. Слово «кафе» в назві походить від того, що деякі з таких закладів також працюють як звичайні кафе, де клієнтам подають каву, напої тощо.
В Україні до поширених різновидів інтернет-кафе належать також «комп'ютерні клуби», які передусім надають доступ до комп'ютерів для ігор і можуть зовсім не мати інтернету, та «інтернет-клуби». Остання назва часто означає, що в такому клубі можна грати в азартні ігри онлайн.
Перші інтернет-кафе з'явилися в США на початку 1990-их років. Перше інтернет-кафе в Британії Cyberia з'явилося у вересні 1994. Згодом більша доступність домашніх комп'ютерів, домашнього та мобільного інтернету призвела до спаду їхньої популярності. Пандемія COVID призвела до закриття багатьох інтернет-кафе що все ще залишалися на плаву, проте у світі ще залишається кілька таких просторів.

## Зноски
1. 1 2 3  The World’s Last Internet Cafes. Rest of World. 25 липня 2023. Процитовано 1 березня 2025.
2. ↑  Purnell, Newley (20 листопада 2013). Internet cafes in the developing world find out what happens when everyone gets a smartphone. Quartz (англ.). Процитовано 1 березня 2025.